# Ingrid Jespersen
Ingrid Jespersen (24. januar 1867 i Kongens Lyngby – 22. november 1938 i Ullerød) var en dansk pædagog og rektor.
Hun dimitteredes i 1889 fra seminarieafdelingen på N. Zahles Skole og tog 1891 skolebestyrerindeeksamen. Herefter bestyrede hun sammen med Elisabeth Gad Rosenvængets Privatskole i Livjægergade 30 i 3 år. I 1894 oprettede hun Ingrid Jespersens skole for piger i en lejet villa i Nordre Frihavnsgade på Østerbro i København – i dag Ingrid Jespersens Gymnasieskole. Hun købte skolen af G.A. Hornemann allerede i 1895. Skolen blev senere udvidet i 1897, 1900, 1912 og 1932. Efter at skolen i 1905 havde opnået anerkendelse som gymnasieskole, dimitteredes det første hold studenter i 1908.
Fra 1895 til 1912 ejede Ingrid Jespersen selv sin skole, hvorefter hun omdannede den til en selvejende institution. Hun gik af som rektor i 1930, og var derefter formand for bestyrelsen til sin død. Alumniforeningen ElevSamfundet blev oprettet i 1919 af tidligere Studenter.
Ingrid Jespersen underviste i dansk – fortrinsvis i gymnasiet – og ifølge samtidens karakteristikker fremhæves hendes organisatoriske talent og overblik som rektor. Ingrid Jespersen var foregangskvinde på flere områder, og hun havde til hensigt at give kvinder en mulighed for at uddanne sig og dermed blive selvstændige og uafhængige. Hun oprettede det første danske skolelaboratorium til fysik og kemi, og skolen havde som en af de første i Danmark husgerning og sløjd på skemaet. I en årrække havde skolen som den eneste pigeskole sløjd som eksamensfag til studentereksamen.
Fra ca. 1925 til sin død boede Ingrid Jespersen sammen med skolens sløjdlærer i perioden 1898-1926 Emilie Dorthea Richardt, født Baumann, kaldet Titte, der havde været gift med sløjdlærer og bygmester Poul Richardt.
Ingrid Jespersens sproglige talent kom til udfoldelse i hendes mange taler, hvoraf en stor del stadig er bevaret.
Uden for skolen havde Ingrid Jespersen en række tillidshverv. Hun var i en årrække bl.a. medlem af opgavekommissionen for studentereksamen, ministeriets repræsentant i bestyrelsen for faglærerindeeksamen samt medlem af det ministerielle udvalg af 1928 til revision af gymnasiets undervisningsplan.
Ingrid Jespersen døde 22. november 1938, og hendes urne er nedsat på kirkegården ved Egebæksvang Kirke i Espergærde.